# Leandra cornoides
Leandra cornoides är en tvåhjärtbladig växtart som först beskrevs av Diederich Franz Leonhard von Schlechtendal och Adelbert von Chamisso, och fick sitt nu gällande namn av Célestin Alfred Cogniaux. Leandra cornoides ingår i släktet Leandra och familjen Melastomataceae. Inga underarter finns listade i Catalogue of Life.